# Cucujiformia
Cucujiformia je infrařád všežravých brouků, který reprezentuje převážně býložravé brouky.
Tento infrařád obsahuje sedm nadčeledí:
- Chrysomeloidea (7 čeledí, včetně tesaříkovitých a mandelinkovitých)
- Cleroidea
- Cucujoidea (31 čeledí včetně slunéčkovitých a kůrovcovitých)
- Curculionoidea (8 čeledí, převážně nosáčovití)
- Lymexylidae (lesanovití)
- Tenebrionoidea (dříve "Heteromera", 30 čeledí)